# Ladislav Prokeš
Ladislav Prokeš (Praga, 7 giugno 1884 – Praga, 9 gennaio 1966) è stato uno scacchista e compositore di scacchi cecoslovacco.
Conquistò il titolo di Maestro nel 1908, dopo il torneo di Praga (vinto alla pari da Oldřich Duras e Carl Schlechter). Fece parte della squadra della Cecoslovacchia alle olimpiadi di Londra 1927, L'Aia 1928 e Amburgo 1930. Partecipò anche alla olimpiade non ufficiale di Budapest 1928 nella sezione individuale "FIDE Masters".
Nel 1921 fu pari primo a Brno nel campionato cecoslovacco con Karel Hromádka, ma quest'ultimo vinse lo spareggio.
Vinse il torneo di Praga del 1928, davanti a Salo Flohr e Karel Opočenský.
Dal 1931 si dedicò esclusivamente alla composizione di studi. Fu uno dei compositori più prolifici (circa 1200 studi), al quarto posto per numero di studi pubblicati secondo il database di Harold van der Heijden. Una caratteristica di molte sue composizioni è che sembrano a prima vista abbastanza facili da risolvere, ma poi si rivelano molto più complessi. 23 suoi studi furono pubblicati negli Album FIDE.

## La manovra Prokeš
|   | a                                                                                                 | b                                                                                                 | c                                                                                                 | d                                                                                                 | e                                                                                                 | f                                                                                                 | g                                                                                                 | h                                                                                                 |   |
| 8 | h5 re del bianco · c4 re del nero · d3 pedone del nero · e3 pedone del nero · f1 torre del bianco | h5 re del bianco · c4 re del nero · d3 pedone del nero · e3 pedone del nero · f1 torre del bianco | h5 re del bianco · c4 re del nero · d3 pedone del nero · e3 pedone del nero · f1 torre del bianco | h5 re del bianco · c4 re del nero · d3 pedone del nero · e3 pedone del nero · f1 torre del bianco | h5 re del bianco · c4 re del nero · d3 pedone del nero · e3 pedone del nero · f1 torre del bianco | h5 re del bianco · c4 re del nero · d3 pedone del nero · e3 pedone del nero · f1 torre del bianco | h5 re del bianco · c4 re del nero · d3 pedone del nero · e3 pedone del nero · f1 torre del bianco | h5 re del bianco · c4 re del nero · d3 pedone del nero · e3 pedone del nero · f1 torre del bianco | 8 |
| 7 | h5 re del bianco · c4 re del nero · d3 pedone del nero · e3 pedone del nero · f1 torre del bianco | h5 re del bianco · c4 re del nero · d3 pedone del nero · e3 pedone del nero · f1 torre del bianco | h5 re del bianco · c4 re del nero · d3 pedone del nero · e3 pedone del nero · f1 torre del bianco | h5 re del bianco · c4 re del nero · d3 pedone del nero · e3 pedone del nero · f1 torre del bianco | h5 re del bianco · c4 re del nero · d3 pedone del nero · e3 pedone del nero · f1 torre del bianco | h5 re del bianco · c4 re del nero · d3 pedone del nero · e3 pedone del nero · f1 torre del bianco | h5 re del bianco · c4 re del nero · d3 pedone del nero · e3 pedone del nero · f1 torre del bianco | h5 re del bianco · c4 re del nero · d3 pedone del nero · e3 pedone del nero · f1 torre del bianco | 7 |
| 6 | h5 re del bianco · c4 re del nero · d3 pedone del nero · e3 pedone del nero · f1 torre del bianco | h5 re del bianco · c4 re del nero · d3 pedone del nero · e3 pedone del nero · f1 torre del bianco | h5 re del bianco · c4 re del nero · d3 pedone del nero · e3 pedone del nero · f1 torre del bianco | h5 re del bianco · c4 re del nero · d3 pedone del nero · e3 pedone del nero · f1 torre del bianco | h5 re del bianco · c4 re del nero · d3 pedone del nero · e3 pedone del nero · f1 torre del bianco | h5 re del bianco · c4 re del nero · d3 pedone del nero · e3 pedone del nero · f1 torre del bianco | h5 re del bianco · c4 re del nero · d3 pedone del nero · e3 pedone del nero · f1 torre del bianco | h5 re del bianco · c4 re del nero · d3 pedone del nero · e3 pedone del nero · f1 torre del bianco | 6 |
| 5 | h5 re del bianco · c4 re del nero · d3 pedone del nero · e3 pedone del nero · f1 torre del bianco | h5 re del bianco · c4 re del nero · d3 pedone del nero · e3 pedone del nero · f1 torre del bianco | h5 re del bianco · c4 re del nero · d3 pedone del nero · e3 pedone del nero · f1 torre del bianco | h5 re del bianco · c4 re del nero · d3 pedone del nero · e3 pedone del nero · f1 torre del bianco | h5 re del bianco · c4 re del nero · d3 pedone del nero · e3 pedone del nero · f1 torre del bianco | h5 re del bianco · c4 re del nero · d3 pedone del nero · e3 pedone del nero · f1 torre del bianco | h5 re del bianco · c4 re del nero · d3 pedone del nero · e3 pedone del nero · f1 torre del bianco | h5 re del bianco · c4 re del nero · d3 pedone del nero · e3 pedone del nero · f1 torre del bianco | 5 |
| 4 | h5 re del bianco · c4 re del nero · d3 pedone del nero · e3 pedone del nero · f1 torre del bianco | h5 re del bianco · c4 re del nero · d3 pedone del nero · e3 pedone del nero · f1 torre del bianco | h5 re del bianco · c4 re del nero · d3 pedone del nero · e3 pedone del nero · f1 torre del bianco | h5 re del bianco · c4 re del nero · d3 pedone del nero · e3 pedone del nero · f1 torre del bianco | h5 re del bianco · c4 re del nero · d3 pedone del nero · e3 pedone del nero · f1 torre del bianco | h5 re del bianco · c4 re del nero · d3 pedone del nero · e3 pedone del nero · f1 torre del bianco | h5 re del bianco · c4 re del nero · d3 pedone del nero · e3 pedone del nero · f1 torre del bianco | h5 re del bianco · c4 re del nero · d3 pedone del nero · e3 pedone del nero · f1 torre del bianco | 4 |
| 3 | h5 re del bianco · c4 re del nero · d3 pedone del nero · e3 pedone del nero · f1 torre del bianco | h5 re del bianco · c4 re del nero · d3 pedone del nero · e3 pedone del nero · f1 torre del bianco | h5 re del bianco · c4 re del nero · d3 pedone del nero · e3 pedone del nero · f1 torre del bianco | h5 re del bianco · c4 re del nero · d3 pedone del nero · e3 pedone del nero · f1 torre del bianco | h5 re del bianco · c4 re del nero · d3 pedone del nero · e3 pedone del nero · f1 torre del bianco | h5 re del bianco · c4 re del nero · d3 pedone del nero · e3 pedone del nero · f1 torre del bianco | h5 re del bianco · c4 re del nero · d3 pedone del nero · e3 pedone del nero · f1 torre del bianco | h5 re del bianco · c4 re del nero · d3 pedone del nero · e3 pedone del nero · f1 torre del bianco | 3 |
| 2 | h5 re del bianco · c4 re del nero · d3 pedone del nero · e3 pedone del nero · f1 torre del bianco | h5 re del bianco · c4 re del nero · d3 pedone del nero · e3 pedone del nero · f1 torre del bianco | h5 re del bianco · c4 re del nero · d3 pedone del nero · e3 pedone del nero · f1 torre del bianco | h5 re del bianco · c4 re del nero · d3 pedone del nero · e3 pedone del nero · f1 torre del bianco | h5 re del bianco · c4 re del nero · d3 pedone del nero · e3 pedone del nero · f1 torre del bianco | h5 re del bianco · c4 re del nero · d3 pedone del nero · e3 pedone del nero · f1 torre del bianco | h5 re del bianco · c4 re del nero · d3 pedone del nero · e3 pedone del nero · f1 torre del bianco | h5 re del bianco · c4 re del nero · d3 pedone del nero · e3 pedone del nero · f1 torre del bianco | 2 |
| 1 | h5 re del bianco · c4 re del nero · d3 pedone del nero · e3 pedone del nero · f1 torre del bianco | h5 re del bianco · c4 re del nero · d3 pedone del nero · e3 pedone del nero · f1 torre del bianco | h5 re del bianco · c4 re del nero · d3 pedone del nero · e3 pedone del nero · f1 torre del bianco | h5 re del bianco · c4 re del nero · d3 pedone del nero · e3 pedone del nero · f1 torre del bianco | h5 re del bianco · c4 re del nero · d3 pedone del nero · e3 pedone del nero · f1 torre del bianco | h5 re del bianco · c4 re del nero · d3 pedone del nero · e3 pedone del nero · f1 torre del bianco | h5 re del bianco · c4 re del nero · d3 pedone del nero · e3 pedone del nero · f1 torre del bianco | h5 re del bianco · c4 re del nero · d3 pedone del nero · e3 pedone del nero · f1 torre del bianco | 1 |
|   | a                                                                                                 | b                                                                                                 | c                                                                                                 | d                                                                                                 | e                                                                                                 | f                                                                                                 | g                                                                                                 | h                                                                                                 |   |

Nel 1939 Prokes compose uno studio che illustra la cosiddetta  "manovra Prokeš", un metodo ingegnoso per ottenere la patta in una posizione altrimenti persa. Nel diagramma a sinistra è evidente che i pedoni neri sono molto forti e sembra difficile evitarne la promozione. dopodiché il Nero vincerebbe facilmente.
Soluzione: :
1. Rg4 e2 2.Tc1+ Rd4 3. Rf3 d2

Ora inizia la sequenza che costituisce la manovra Prokeš:

4. Tc4+! Rd3 5. Td4+! Rxd4 6. Rxe2 Rc3 7. Rd1 Rd3  (patta per stallo)
Nel 1956 la FIDE lo nominò Arbitro Internazionale della composizione.
Nel 1941 pubblicò Sachové studie, una raccolta di 150 studi, e nel 1951 la sua opera maggiore, Kniha šachových studií, una raccolta di 623 sue composizioni. 